# Topaz Lake
- Para o lago homónimo, consulte Lago Topaz

Topaz Lake é uma pequena comunidade e  região censitária no condado de Douglas, estado do Nevada, nos Estados Unidos. Segundo o censo realizado em 2010, a população era de 157 habitantes.

## Geografia
Topaz Lake fica localizada na costa noroeste do  Lago Topaz a norte da fronteira do Nevada com a California A  U.S. Route 395 corre através da comunidade, ligando a norte 67 quilómetros a  Carson City e 106 quilómetros a Lago Mono na Califórnia. De acordo com o United States Census Bureau,  Topaz Lake tem uma área total de 4,4 km2 (dos quais 3,1 km2 é de terra e 1,3 km2 de água).